# Monument 2 de La Venta
Le monument 2 est une tête colossale olmèque, découverte sur le site de La Venta au Mexique en 1940.

## Caractéristiques
Le monument 2 est une sculpture de basalte, mesurant 1,63 m de hauteur pour 1,35 m de largeur et 0,98 m de profondeur ; elle pèse 11,8 t.
Le visage est fortement érodé par les éléments, déformant ses caractéristiques. De plus la lèvre supérieure et une partie du nez ont été délibérément mutilées. La tête porte une coiffe, mais l'érosion en a effacé tous les détails. Une sangle descend devant chacun des oreille, jusqu'au lobe. Des bijoux d'oreille en forme de disque recouvrent les lobes, associés à une épingle ou une barrette.

## Historique
La fabrication d'aucune tête colossale n'a pu être datée avec précision. Toutefois, sur le site de San Lorenzo, l'enterrement des têtes a pu être daté d'au moins 900 av. J.-C., leur fabrication et leur utilisation étant antérieures. On estime qu'elles dateraient de l'époque préclassique de la Mésoamérique, probablement du début de cette époque (1500 à 1000 av. J.-C.).
Quatre têtes colossales ont été découvertes sur le site olmèque de la Venta : la première, le monument 1, dans le complexe B au sud de la Grande Pyramide, sur une esplanade incluant plusieurs autres sculptures ; les trois autres le long d'une ligne est-ouest dans le complexe I, au nord du site, orientées vers le nord à l'opposé du centre de la ville à 0,9 km au nord du monument 1. Le monument 2 se situe alors à quelques mètres au nord du coin nord-ouest de la pyramide A-2.
En 1940, un garçon local guide l'archéologue américain Matthew Stirling jusqu'aux trois têtes nord alors qu'il excave le monument 1. Le monument 2 est trouvé dans son contexte original, daté par carbone 14 entre 1000 et 600 av. J.-C.
La tête n'est plus sur le site : elle est exposée dans le musée régional d'anthropologie Carols Pellicer Cámarar (es) de Villahermosa, capitale du Tabasco. Une réplique est placée dans le parc-musée La Venta à Villahermosa, qui accueille les trois autres têtes colossales de La Venta.